# Adisorn Daeng-rueng
Adisorn Daeng-rueng (thailändisch อดิศร แดงเรือง, * 21. September 1986 in Ratchaburi) ist ein ehemaliger thailändischer Fußballspieler.

## Karriere
Adisorn Daeng-rueng spielte bis Ende 2014 beim Samut Songkhram FC. Der Verein aus Samut Songkhram spielte in der höchsten thailändischen Liga, der Thai Premier League. Ende 2014 musste der Verein in die zweite Liga absteigen. Für Samut absolvierte er 45 Erstligaspiele. Nach dem Abstieg verließ er den Verein und schloss sich dem Erstligisten Port FC aus der Hauptstadt Bangkok an. Auch hier musste er am Ende der Saison in die zweite Liga absteigen. 2016 wurde er mit Port Tabellendritter der zweiten Liga und stieg direkt wieder in die erste Liga auf. Für Port stand er 71-mal in der ersten Liga auf dem Spielfeld. 2019 stand der mit Port im Endspiel des FA Cup. Hier besiegte man im Finale den Erstligisten Ratchaburi Mitr Phol mit 2:0. 2020 wurde er vom Zweitligisten Nongbua Pitchaya FC aus Nong Bua Lamphu unter Vertrag genommen. Im März 2021 feierte er mit Nongbua die Zweitligameisterschaft und den Aufstieg in die erste Liga. Nach dem Aufstieg verließ er Nongbua und schloss sich im Juni 2021 dem Drittligisten Udon United FC an. Mit dem Verein aus Udon Ratchathani spielte er siebenmal in der North/Eastern Region der Liga. Am 1. Januar 2022 beendete er seine Karriere als Fußballspieler.

## Erfolge
Port FC
- Thailändischer Pokalsieger: 2019

Nongbua Pitchaya FC
- Thailändischer Zweitligameister: 2020/21  ▲